# El Pujol (Taradell)
El Pujol és una masia de Taradell (Osona) inclosa a l'Inventari del Patrimoni Arquitectònic de Catalunya.

## Descripció
Gran masia de planta quadrada (13x13). Coberta a quatre vessants. Conta de PB i dos pisos. La façana es troba orientada al migdia, presenta un gran portal adovellat i unes finestres amb forjats a la planta, 4 finestres amb l'ampit motllurat i inflexió gòtica a la llinda del 1er p. Carreu esculpit damunt el portal. Al 2n. p. quatre finestres amb l'ampit motllurat i dos finestres a la façana de ponent, 3 finestres amb llindes gòtiques al 1er. p. i 3 amb els ampits motllurats al 2n. A llevant s'hi adossa un cos cobert a tres vessants amb portal d'arc de mig punt, dos arcs a la planta i pilars formant porxo i una finestra que imita les línies gòtiques de les de la part antiga. El mur de llevant és cec. Al N hi ha un mur antic adossat al pendent i que té obertures al cos principal.
Al costat té una cabana rectangular, de 6 x 8 m., coberta a dues vessants amb un carener perpendicular a la façana, situada a llevant i davant una gran era enllosada, construïda damunt un pendent.
Té planta baixa i primer pis. La façana presenta un portal d'accés al primer pis i petites espieres. El migdia està cobert a una vessant, adossat a la planta i amb espitlleres al primer pis.
Es va cremar el 1969 i fou reconstruïda la teulada amb uralites i els murs arrebossats i emblanquinats. L'estat de conversació és bo, malgrat que estigui molt renovat.

## Història
Masia que al S.XIV també es coneixia pel mas Pujol de Vall, així consta en els fogatges de 1553 per distingir-la d'una altra homònima que es trobava més amunt i avui es coneix pel mas Bou.
Degué restaurar-se el S.XVI, per un tal J.Pujol segons consta a la llinda, els antics propietaris n'esdevingueren els masovers i encara avui l'habiten. En el nomenclàtor de la província de Barcelona de 1860 ja consta com "Pujol"